# Viña del Mar Challenger 1988
Il Viña del Mar Challenger 1988 è stato un torneo di tennis facente parte della categoria ATP Challenger Series nell'ambito dell'ATP Challenger Series 1989. Il torneo si è giocato a Viña del Mar in Cile dal 18 al 24 gennaio 1988 su campi in terra rossa.

## Vincitori

### Singolare
Jim Courier ha battuto in finale  Lawson Duncan con il punteggio di 6–1, 6–1

### Doppio
Ricardo Acuña /  Luke Jensen hanno battuto in finale  Pablo Albano /  Fabian Blengino con il punteggio di 6–1, 6–4